# Gentleman (zanger)
Gentleman is de artiestennaam van Tillmann Otto (Osnabrück, 19 april 1975), een Duitse zanger van reggae.  
Gentleman is de laatste jaren uitgegroeid tot een van de grootste Europese reggae sterren. Hij werkt afwisselend in Duitsland en Jamaica waar hij ook de Jamaicaanse Creoolse taal Patois leert spreken. Zijn muziek is een mix van roots, ragga en toasting. 
Zijn album 'Confidence', opvolger van 'Journey To Jah', kwam in 2004 direct binnen op 1 in de Duitse albumhitlijst. Gentleman heeft niet alleen succes in de Duitstalige gebieden, hij krijgt veel respect van alle Jamaicaanse artiesten. Zo werkte hij samen met onder anderen Mustafa Sandal, Morgan Heritage, Tony Rebel, Marcia Griffith, Cocoa Tea, Anthony B, Barrington Levy en Capleton, Ky Mani Marley. Live was Gentleman onder andere te zien op Two Sevens Splash, Lowlands, Reggae Geel, het Mundial festival en in de Heineken Music Hall in Amsterdam.

## Discografie
- 1999 - Trodin’On
- 2002 - Journey to Jah
- 2003 - dvd "Gentleman & The Far East Band Live" chez Sony.
- 2004 - Confidence
- 2005 - Live
- 2005 - Runaway ep
- 2007 - Another intensity
- 2010 - Diversity
- 2013 - New Day Dawn
- 2014 - MTV Unplugged (live)
- 2016 - Conversations
- 2020 - Blaue Stunde

### Singles
- 1998: Tabula Rasa (featuring Freundeskreis)
- 1999: In The Heat of The Night
- 1999: Jah Jah Never Fail
- 2002: Dem Gone
- 2004: Leave Us Alone
- 2003: Rainy Days (featuring Tamika & Martin Jondo)
- 2004: Superior
- 2005: Intoxication
- 2005: Send A Prayer
- 2006: On we go
- 2007: Different Places
- 2007: Serenity
- 2009: Changes
- 2010: It No Pretty
- 2013: You Remember